# Panda3D
Panda3D é um motor de jogo 3D para Microsoft Windows, Linux, e macOS. O núcleo do motor é escrito em C++ e foi desenvolvido para ser usado com Python. Porém, também pode ser usado com C++. O Panda3D utiliza um grafo de cena para gerenciar os objetos no espaço virtual.

## História
Panda3D foi desenvolvido pela Disney para seu jogo multiplayer online, Toontown. Ele foi lançado como código aberto em 2002. Porém, devido a erros no design da velha licença, versões anteriores a 28 de maio de 2008 não são consideradas software livre. Apesar disso, essas versões antigas podem ser usadas legalmente para desenvolver ambos jogos comercias e não-comerciais, sem qualquer custo financeiro. Panda3D é agora desenvolvido juntamente pela Disney e Carnegie Mellon University's Entertainment Technology Center, e está disponível sob uma versão modificada da licença BSD.
O Panda3D faz uso de bibliotecas de terceiros, cujas licenças não são software livre, incluindo FMOD, FFTW, e ARToolKit.
O nome “Panda3D” foi anteriormente um acrônimo para “Platform Agnostic Networked Display Architecture” (que significa: “Arquitetura de Exibição em Rede Independente de Plataforma”). Entretanto, desde que essa frase perdeu seu significado, a palavra "Panda3D" é raramente referido como um acrônimo.

## Características
O Panda3D possui também recursos não relacionados com a renderização:
- Motor de física independente e integração total do ODE
  - Detecção de colisão
  - Colisão angular ou linear
  - Viscosidade
- Texturas animadas
  - Texturas em formato de vídeo (AVI, MPEG, MOV)
- Suporta shaders
- Som 2D e 3D usando FMOD
- Suporte a teclado e mouse